# Trương Ba-na-ba
Trương Ba-na-ba (tiếng Trung: 張巴拿巴; 1882-1961), người Trung Quốc, sinh ngày 11 tháng 2 năm 1882 tại tỉnh Sơn Đông. Lúc sinh ra có tên là Diện Cử (殿舉). Ông là một nông dân và cũng là một người sưu tập đồ cổ.
Tương truyền rằng vào ngày 16 tháng 3 năm 1911, khi đang đi trong một vùng hoang vu, đột nhiên ông nghe thấy lời phán truyền từ trên trời như sau: "Mạt thế cứu ân do đông nhi tây, phổ cứu vạn dân" ().
Năm 1926, trong vòng 40 ngày Trương Ba-na-ba đã thiết lập được ba nhà thờ để truyền giáo ở Đài Loan.
Năm 1927 do những người tin theo đạo này ở Đông Nam Á yêu cầu, ông đã sang Singapore, Malaysia để thiết lập giáo hội và truyền đạo. Sau này, do kiêu ngạo, không hối cải trong nhận thức, năm 1930 Trương Ba-na-ba đã bị khai trừ khỏi giáo hội.